# (33830) 2000 EC93
2000 إي سي 93 (ويعرف أيضًا باسم (33830) 2000 إي سي 93 وفق تسمية الكوكب الصغير) (بالإنجليزية: 2000 EC93)‏ هو كويكب ضمن حزام الكويكبات؛ وترتيبه 33830 من حيث الاكتشاف.
اكتُشف هذا الجُرم الفلكي بواسطة بحث لنكولن عن الكويكبات القريبة من الأرض في 9 مارس 2000.

## وصلات خارجية
- (33830) 2000 EC93 في قاعدة بيانات مختبر الدفع النفاث لأجرام النظام الشمسي الصغيرة

- الاكتشاف · مخطط المدار ·  العناصر المدارية · المعلمات المادية

- (33830) 2000 EC93 على موقع ويكي سكاي: DSS2, SDSS, GALEX, IRAS, Hydrogen α, X-Ray, Astrophoto, Sky Map, Articles and images